# Bói cá nước
Chim bói cá nước hoặc Cerylinae là một trong ba phân họ của chim bói cá, và cũng được biết đến như là chim bói cá cerylid. Tất cả sáu loài sinh sống ở châu Mỹ đều thuộc phân họ này.
Đây đều là những loài chuyên ăn cá, không giống như nhiều đại diện của hai phân họ khác, và có khả năng tất cả chúng đều có nguồn gốc từ những con chim bói cá ăn cá đã thành lập quần thể ở Thế giới mới. Người ta tin rằng toàn bộ quần thể của chúng phát triển ở châu Mỹ, nhưng điều này dường như không đúng. Tổ tiên ban đầu có thể phát triển ở Châu Phi - với bất kỳ giá nào trong Thế giới cũ - và các loài thuộc họ Chloroceryle là những thành viên trẻ nhất.
Bằng chứng từ các nghiên cứu phát sinh phân tử cho thấy rằng Cerylinae có nguồn gốc từ châu Á và đã xâm chiếm Thế giới mới trong hai lần: lần đầu tiên là vào khoảng 8 triệu năm trước bởi Chloroceryle và lần thứ hai là khoảng 1,9 triệu năm trước bởi tổ tiên chung của chim bói cá kêu và chim bói cá thắt lưng trong chi Megaceryle.

## Phân loại
Phân họ Cerylinae chứa chín loài chim bói cá và được chia thành ba chi:
- Megaceryle - cá bói cá lớn có phân bố rộng ở Châu Phi, Châu Á và Châu Mỹ. Chim bói cá thắt lưng, (M. alcyon), là chim bói cá duy nhất phổ biến ở Bắc Mỹ, mặc dù chim bói cá chuông (M. torquata) có thể được tìm thấy ở phía bắc như Texas và Arizona. 
  - Chim bói cá khổng lồ (Megaceryle maxima)
  - Chim bói cá mào (Megaceryle lugubris)
  - Bói cá thắt lưng (Megaceryle alcyon)
  - Chim bói cá chuông (Megaceryle torquata)
- Chi Ceryle - chứa loài duy nhất phổ biến rộng rãi ở các khu vực ấm áp của Cựu Thế giới về phía bắc đến Thổ Nhĩ Kỳ và Trung Quốc. 
  - Chim bói cá nhỏ (Ceryle rudis)
- Chloroceryle - bốn loài chim cá bói cá xanh của Mỹ ở vùng nhiệt đới châu Mỹ. 
  - Chim bói cá Amazon (Chloroceryle amazona)
  - Chim bói cá xanh (Chloroceryle Americaana)
  - Chim bói cá xanh-và-dại (Chloroceryle inda)
  - Chim bói cá Mỹ (Chloroceryle aenea)